# Gavran ostrvo
Gavran ostrvo „Rabeninsel" se nalazi između dve reke Wilde Saale i plovne reke Saale koje se nalaze u istočnoj Nemačkoj. Duge oko 1,2 km i deo okruga Böllberg / Wörmlitz grada Halle (Saale), prostire se na površini od oko 41 hektar.

## Istorija
Prvo, u crkvenom vlasništvu manastira Neuwerk a kasnije Svetog Đorđa, ostrvo je pripalo (uled reformacije) kancelariji Giebichenstein koja se nalazi u okviru vojvodstva Magdeburg.
Od 1929. godine ostrvo je u posedu grada Halle. 1840. je započela spora upotreba Gavran ostrva za rekreativne svrhe. Prvi staze su stvorene i izgrađen je restoran Vater Salzmann. Zatim 1850. otvoren je drugi restoran a potom i treći 1962. Poslednji restoran biva zatvoren 1990.godine usled nedovoljnog prometa gostiju. Sve do 19. veka ostrvo je bilo poznato pod nazivom „Drvo vrana“ (Krahenholz).

## Pristupačnost
Ostrvo je dostupno putem dva mosta, koji se nalaze na severu i istoku ostrva (uključujući most Gavran ostrva). Do 1990. postojao je trajekt koji je išao do obale Böllberger Ufer. Böllberger Wehr brana se nalazi na južnom delu ostrva.

## Rezervat prirode
Gavran ostrvo je deo od 90,7 hektara rezervata prirode Gavran ostrva i Saaleaue Böllberg-a.
Njegova šuma tvrdog drveta uz rečnu obalu sa 260 godina starim hrastovima, je jedna od najvrednijih šuma grada. U severnom delu ostrva šuma se delimično raskrčuje i postepeno prelazi u predele žbunja i kopriva. Tamo se nalaze i zaštićene životinjske vrste, kao što su vodomar, jastreb, Crna lunja (Milvus migrans) i mnoge druge vrste koje se mogu naći ovde. Šuma služi kao mesto za hibernaciju 20.000 do 40.000 vrana, čavki, gavrana, i sivih vrana (Corvus cornix).Ostrvo je dostupno putem dva mosta, koji se nalaze na severu i istoku ostrva (uključujući most Gavran ostrva). Do 1990. postojao je trajekt koji je išao do obale Böllberger Ufer. Böllberger Wehr brana se nalazi na južnom delu ostrva.

## Rekreativna upotreba
Ostrvo je popularna destinacija za planinare, sportiste i studentske ekskurzije. Reku Saale koriste veslački i kanu klubovi.

## Spoljašnje veze
- http://www.rabeninsel.de
- http://halesma.mz-web-extern.de/blogs/naturschutz/schutzgebiete/rabeninsel-und-saaleaue-bollberg/rabeninsel-damals-und-heute%5B%5D
- http://www.wsc-rabeninsel.com